# Liste d'élèves du collège royal et de la cité scolaire Augustin-Thierry de Blois
Cette page dresse la liste des anciens élèves devenus célèbres du collège de Blois et de sa continuatrice la cité scolaire Augustin-Thierry :

## Collège royal de Blois (1587-1793)
- Michel Bégon (1638-1710), administrateur et intendant des colonies[1] ;
- Paul Boësnier de l'Orme (1724-1793), économiste et maire de Blois[1] ;
- Martin Bouvart (1637-1705), missionnaire jésuite au Canada[2] ;
- Barthélemy Carré (1636-après 1700), voyageur en Asie et ecclésiastique[3] ;
- Joseph-Nicolas Charenton (1649-1735), missionnaire jésuite et traducteur[4] ;
- François-Philippe Charpentier (1734-1817), graveur[5] ;
- Louis-Jean Desfray (1778-1853), médecin et chirurgien[6] ;
- Claude Dupin (1686-1769), financier[7] ;
- Denis Papin (1647-1712), physicien et mathématicien[8] ;
- Jean-Marie Pardessus (1772-1853), juriste et homme politique[9] ;
- Guillaume Ribier (1578-1663), collectionneur et député aux États-généraux[1] ;
- Jean-Baptiste-Donatien de Vimeur de Rochambeau (1725-1807), maréchal de France et combattant de la guerre d'indépendance américaine[10] ;
- Ange-François Fariau de Saint-Ange (1747-1810), poète et traducteur[11].

## Collège communal de Blois (1804/1808-1872)
- Pierre-Rémi Aucher-Éloy (1793-1838), botaniste[12] ;
- Étienne-Marin Bailly (1796-1837), médecin et philhellène[9] ;
- Armand Baschet (1829-1886), littérateur et polémiste[13] ;
- Louis Belton (1846-1928), avocat et historien[14] ;
- Louis-Catherine Bergevin (1798-1876), historien et député[15] ;
- Tony Blanchon (1840-1896), médecin et chirurgien[16] ;
- Alfred Blau (1827-1896), librettiste et dramaturge[17] ;
- Édouard Blau (1836-1906), librettiste[18],[19] ;
- Jean-Auguste Boyer-Nioche (1788-1859), médecin, poète et fabuliste[20] ;
- Tiburce Colonna-Ceccaldi (1832-1892), diplomate et archéologue[15] ;
- Victor Daymard (1837-1905), ingénieur du génie maritime[17],[21] ;
- Charles Dufay (1815-1898), médecin et homme politique[17] ;
- Eusèbe Gauvin (1852-1931), député et sénateur[17] ;
- Louis-Alexandre Gitton du Plessis (1800-1888), avocat et bibliophile[9] ;
- Philippe Émile Jullien (1845-1912), gouverneur de Saint-Pierre-et-Miquelon, gouverneur de la Polynésie française, gouverneur de La Réunion et député de Loir-et-Cher[22] ;
- Maxime (Renaud d'Avene) des Méloizes(-Fresnoy) (1812-1887), diplomate[9] ;
- Jules de Pétigny (1801-1858), historien et botaniste[23] ;
- Juste-Frédéric Riffault (1814-1885), général et sénateur[18] ;
- Eugène Riffault (1803-1888), maire de Blois[24] ;
- Édouard de Sonnier (1828-1896), député et sénateur[17] ;
- Louis de La Saussaye (1801-1878), recteur de l'Académie de Lyon, érudit et membre de l'Institut[23] ;
- Henri Sauvage (1853-1912), peintre[25] ;
- Charles Simon-Lorière (1785-1866), général[9],[26] ;
- Léon Simon (1798-1867), médecin, homéopathe et traducteur[9] ;
- Pierre Tassin (1837-1908), député et sénateur[17] ;
- Amédée Thierry (1797-1873), historien, sénateur et membre de l'Institut[23] ;
- Augustin Thierry (1795-1856), historien et membre de l'Institut[23].

## Collège Augustin-Thierry (1872-1940/1946)
- Albert Bataille (1856-1899), journaliste[17] ;
- Serge Bénard (1922-2009), PDG de la société Poulain[27] ;
- Alexandre Bigot (1862-1927), céramiste[17] ;
- Louis Bodin (1869-1949), helléniste[28] ;
- Roger Bordier (1923-2015), écrivain[29] ;
- Marc Bridel (en) (1883-1931), pharmacien et chimiste[30],[31] ;
- Georges Breitman (1920-2014), médecin et athlète[32] ;
- Lucien Breitman (1890-1983), médecin, maire de Mennetou-sur-Cher et conseiller général de Loir-et-Cher[33] ;
- Jacques Bruneau (1922-1944), résistant[34] ;
- Roger Dion (1896-1981), géographe[35],[36] ;
- Pascal Forthuny (1872-1962), artiste et médium[37] ;
- Pierre Gripari (1925-1990), écrivain jeunesse[38] ;
- René Guénon (1886-1951), philosophe ésotériste[35] ;
- Hubert-Fillay (1879-1945), écrivain régionaliste[39] ;
- Hubert Jarry (d. 1944), résistant membre du F.T.P. (« Priam »)[40] ;
- Paul Labesse (1861-1943), médecin, auteur et homme politique[41],[42] ;
- Jean Laigret (1893-1966), médecin et biologiste[43] ;
- Frédéric Lesueur (1877-1971), historien et conservateur[44]  ;
- Pierre Malangeau (1910-2008), doyen de l'Académie nationale de pharmacie[45]
- Auguste Michel (d. 1944), résistant membre du F.T.P. (« Fito »)[40] ;
- Robert Nau (1911-1979), PDG des Nouvelles Galeries[46] ;
- Robert Ranjard (1881-1960), médecin et archéologue[47] ;
- Marcel-Paul Schützenberger (1920-1995), mathématicien et informaticien[48] ;
- Jean-Claude Thélot (1927-1954), combattant de la Guerre d'Indochine[49] ;
- Paul-Robert Vivier (1891-1974), résistant et préfet[50].

## Lycée et collège Augustin-Thierry (depuis 1946)
- Philippe Barbeau (1952), écrivain jeunesse[51] ;
- Bernard Boucault (1948), préfet et haut fonctionnaire[52] ;
- Mosco Levi Boucault (1944), réalisateur de films documentaires[53] ;
- André Buisson (1935), vice-président du conseil général de Loir-et-Cher et maire de Selommes[54] ;
- Frederik-Karel Canoy (1952), avocat[55] ;
- Jean-Marc Charpentier (1943), auteur de mémoires[56],[57] ;
- Marc Chénetier (1946), traducteur[58] ;
- Francis Cortambert (1913-2005), vétérinaire, conseiller général de Loir-et-Cher et maire de Bracieux[59] ;
- Jean Gattégno (1935-1994), haut fonctionnaire[60] ;
- Jean-Paul Grossin (1956-2017), écrivain et réalisateur de documentaires animaliers[61] ;
- Jean Gruau (1933-2007), ingénieur[62] ;
- Claude Lelaie, pilote d'essai de l'A 380[63] ;
- Jeanny Lorgeoux (1950), député et sénateur[64] ;
- Roxana Maracineanu (1975), championne de natation, journaliste sportive et ministre[65] ;
- Michel Melot (1943), historien et conservateur[66] ;
- Cyril Morin (1962), compositeur[67] ;
- Jacques Nguyen Hieu Liem (1935-2022), médecin et poète franco-vietnamien[68],[69] ;
- Florence Noiville (1961), écrivaine et journaliste[70] ;
- Pierre Rosanvallon (1948), historien et sociologue[71] ;
- Pierre Simon (1988) et Sabine Quinet (1988), membres des groupes The Surgeries, Blankass et Minou[72],[73] ;
- Éric Tabarly (1931), navigateur[63] ;
- Gildas Vieira (1974), footballeur membre de l'équipe nationale de RDC lors de la coupe d'Afrique des nations (2000), chroniqueur santé sur TV Tours, auteur et maire adjoint à la ville de Blois[74].